# Seeking a Friend for the End of the World
Seeking a Friend for the End of the World är en amerikansk-singaporiansk-malaysisk-indonesisk komedifilm från 2012. Den regisserades av Lorene Scafaria.

## Handling
En asteroid närmar sig jorden och undergången är bara några veckor bort. Dodge (Steve Carell) har precis skiljt sig från sin fru och träffar av en slump grannen Penny (Keira Knightley), som inte hann med det sista flyget för att återförenas med sina föräldrar före apokalypsen. När staden drabbas av upplopp tar de båda Pennys bil och ger sig ut på en roadtrip eftersom Dodges önskan att återse sin barndomskärlek sammanfaller med Pennys hopp om att träffa sina föräldrar före slutet.

## Om filmen
Seeking a Friend for the End of the World regisserades av Lorene Scafaria, som även skrivit filmens manus.

## Rollista (urval)
| Steve Carell      | – Dodge             |
| Nancy Carell      | – Linda             |
| Mark Moses        | – Anchorman         |
| Roger Aaron Brown | – Alfred            |
| Rob Huebel        | – Jeremy            |
| Keira Knightley   | – Penny             |
| Adam Brody        | – Owen              |
| Tonita Castro     | – Elsa              |
| Leslie Murphy     | – Amy               |
| Connie Britton    | – Diane             |
| Rob Corddry       | – Warren            |
| Kasey Campbell    | – Danny             |
| Melanie Lynskey   | – Karen             |
| Gillian Jacobs    | – servitris / Katie |
| Derek Luke        | – Speck             |
| Martin Sheen      | – Frank             |

### Fotnoter
1. ↑  Christian Ploog (21 december 2012). ”Så här går jorden under på film”. Aftonbladet. http://www.aftonbladet.se/nojesbladet/film/article15968368.ab. Läst 21 augusti 2016.